# This Consequence
This Consequence ist das neunte Studioalbum der US-amerikanischen Metalcore-Band Killswitch Engage, das im Februar 2025 über Metal Blade Records erschien.

## Entstehung und Veröffentlichung

### Entstehung
Im September 2021 erklärte Sänger Jesse Leach, dass die Band in den nächsten Monaten ausgiebig auf Tournee gehen wird und frühestens im kommenden Jahr mit der Arbeit an dem neunten Studioalbum beginnen werde. Etwa ein Jahr später hatte die Band erste Demos aufgenommen, für die Leach „die wohl positivsten Texte, die er je geschrieben hat“, erstellte. Laut Leach wäre es für seine Band „an der Zeit, ein Album zu veröffentlichen, dass mit Positivität und Hoffnung glänzt“.
Die Musiker richteten sich einen Proberaum in Easthampton, Massachusetts ein, um die zusammengetragenen Songideen gemeinsam durch Jamsessions auszuarbeiten. Laut dem Gitarristen Adam Dutkiewicz konnten die Musiker aufgrund der Körpersprache der jeweils anderen Bandmitglieder erkennen, ob eine Idee funktioniert oder nicht. Bis August 2023 hatte die Band Demos „von 14 oder 15 Liedern“ fertig aufgenommen. Die Aufnahmen fanden dann in dem Tonstudio Mainline Recording in Westfield. Produziert wurde das Album vom Gitarristen Adam Dutkiewicz.

### Texte
Im Januar 2024 verkündete Sänger Jesse Leach, dass er alle Texte fertig geschrieben hätte. Insgesamt hätte er anderthalb Jahre dafür gebraucht, weswegen er This Consequence als das mit Abstand schwierigste Album bezeichnete, an dem er je gearbeitet habe. Darüber hinaus hat Jesse Leach noch Unterricht bei der Gesangslehrerin Melissa Cross genommen. Ende 2022 waren Killswitch Engage zusammen mit Lamb of God auf Tournee, wo Leach vergeblich versuchte, anhand der vorhandenen Demos Texte zu schreiben. Nachdem er sechs bis acht Texte fertig hatte, musste er feststellen, dass seine Bandkollegen sie als „käsig“ bezeichneten und mit „Ratschlägen vom Vater“ verglichen.
Schließlich erhielt Leach von seinen Bandkollegen eine Liste von Wörtern, die er nicht benutzen sollte. Außerdem sollte er keine Analogien oder nautische Referenzen verwenden. Der Durchbruch kam mit dem Lied Broken Glass, wo Leach erstmals nicht aus seiner eigenen Perspektive schrieb. Einige der Lieder des Albums handeln nicht von ihm, sondern begannen damit, dass er eine Situation beobachtet oder jemandem zuhört. Leach könne sich zwar in vielen Texten selber wiederfinden, jedoch hätte er versucht, sich selbst in den Worten rauszuhalten, um eine bessere Geschichte zu erhalten.

### Veröffentlichung
Am 5. November 2024 kündigte die Band das Album und die Titelliste an. Die erste Single Forever Aligned erschien dann am 20. November 2024. Das dazugehörige Musikvideo wurde von Travis Shinn, Jeremy Danger und Tom Bejgrowicz gedreht. Am 23. Januar 2025 folgte dann die zweite Single I Believe mitsamt dem dazugehörigen Musikvideo, bei dem Tom Flynn und Mike Watts Regie führten. Die dritte Single Collusion erschien am 24. Februar 2025. Regie führten erneut Tom Flynn und Mike Watts.

## Covergestaltung
Das Albumcover wurde erneut vom Bassisten Mike D’Antonio entworfen. Kurz vor der Veröffentlichung des Albums wies er Vorwürfe zurück, er habe bei der Erstellung des Albumcovers auf künstliche Intelligenz zurückgegriffen.

## Inhalt
Sänger Jesse Leach erklärte über das Album:

„Für mich geht es auf dem Album über die Konsequenzen unseres Handelns als Menschen, die sich mit Krieg, Hass und Spaltung beschäftigen. Die Gesichte wiederholt sich. Wir müssen eine Antwort auf unser Verhalten haben, sei es, wie wir mit der Erde oder mit anderen Menschen umgehen. Es wird eine Reaktion der Natur geben. Ursache und Wirkung ist ein durchgehendes Thema. Wir werden uns den Konsequenzen stellen müssen.“

Abandon Us handelt von emotionalem Betrug, der sowohl politisch als auch persönlich sein kann. In Aftermath geht es um eine Person, die eine Depression überwunden hat und nun versucht, sich wieder selbst zu finden. Forever Aligned handelt von der menschlichen Verbindung zum Unbekannten, zu einer größeren Macht. Diese kann das Universum oder Gott sein. Laut Sänger Jesse Leach könnte die Welt, in der die Menschen leben, mehr Konnektivität benutzen. Das Lied I Believe handelt von der unsterblichen Hoffnung. Jesse Leach vertritt die Meinung, dass hinter jedem Leiden ein Sinn steckt. Collusion befasst sich mit dem Kampf zwischen Machthabern und dem Volk, welches durch Propaganda und Spaltung kontrolliert werden soll. Broken Glass ist laut Jesse Leach eine Metapher für die Worte eines Lügners, die einen wie zerbrochenes Glas schneiden können. Das Opfer des Lügners versucht sich nun an ihm zu rächen.

## Rezensionen
Dom Lawson vom Onlinemagazin Blabbermouth.net schrieb, dass die Band den „aufregendsten Stapel an Songs, den die Band in den letzten 20 Jahren geschrieben hat“. Das Album wäre ein „Triumph“, wofür Lawson neun von zehn Punkten vergab. Timon Krause vom Onlinemagazin Powermetal.de bezeichnete This Consequence als „souveränes Metalcore-Album einer veränderungsresistenten Genreinstitution“, das „ohne Ausfälle auskommt und zwei bis drei Hits in seinen Reihen aufweist“. Von den „wegweisenden Karriere-Highlights der Anfangsjahre“ bleibt die Band „allerdings weiterhin ein gutes Stück entfernt“, was am „sehr hartnäckigen Festhalten am doch immergleichen Songwriting-Schema“ liegt. Krause vergab 7,5 von zehn Punkten.
Kritischer zeigte sich Edwin Strakna vom Onlinemagazin Boolin Tunes, der This Consequence als frustrierendes Album bezeichnete. Die Band wäre „in der Lage, großartige Songs zu schreiben“, hat dies „in sechs von zehn Fällen aber nicht getan“, wofür er fünf von zehn Punkten vergab. Jan Hassenpflug vom Onlinemagazin laut.de schrieb, dass die Band ihren Fans „ein wohliges Zuhause schenkt“. Dies könne „Nostalgie entfachen“, würde aber „leider allzu oft in Ansätzen verpuffen“. Hassenpflug vergab zwei von fünf Punkten.

## Chartplatzierungen
| ChartsChartplatzierungen       | Höchstplatzierung | Wochen |
| ------------------------------ | ----------------- | ------ |
| Deutschland (GfK)              | 13 (1 Wo.)        | 1      |
| Österreich (Ö3)                | 13 (1 Wo.)        | 1      |
| Schweiz (IFPI)                 | 24 (1 Wo.)        | 1      |
| Vereinigte Staaten (Billboard) | 188 (1 Wo.)       | 1      |
| Vereinigtes Königreich (OCC)   | 85 (1 Wo.)        | 1      |